# Can Valent (Breda)
Can Valent és una casa gòtica de Breda (Selva) inclosa a l'Inventari del Patrimoni Arquitectònic de Catalunya.

## Descripció
Façana del que havia estat un edifici de planta baixa i pis, situat al nucli urbà de Breda, al carrer de Còdols número 13.
La façana conserva a la planta baixa la porta d'entrada en arc rebaixat format per dovelles de pedra, i carreus de pedra als brancals. Flanquejant la porta d'entrada, trobem dues finestres: La de la dreta és una obertura petita protegida per una reixa de ferro forjat, en arc conopial cec; i la de l'esquerra una finestra amb llinda monolítica, brancals de carreus de pedra, i ampit motllurat també de pedra, que té l'obertura tapada.
Al pis, tres finestres amb llinda monolítica, brancals de carreus de pedra i ampit de pedra. Les dues finestres laterals destaquen per tenir la llinda decorada amb un arc conopial cec dins el qual hi ha un angelet esculpit, i elements decoratius en forma de petits rostres a les motllures (aquests també els trobem a la finestra central).
La paret de la façana deixa veure el paredat rústic.

## Història
El carrer de Còdols, on es troba l'edifici, apareix anomenat en documents de principis del segle xvii. Abans formava part del carrer Major i s'allargava fins al carrer de Sant Pere. L'any 1405 tenia el nom de carrer de l'Hospital doncs se n'ubicava un al lloc on més tard s'ubicà el col·legi de les monges del Sagrat Cor.